# Сильвер, Джоэл
Джоэл Сильвер (англ. Joel Silver; род. 14 июля 1952, Саут-Ориндж, Нью-Джерси) — американский кинопродюсер, один из создателей алтимат фрисби, сооснователь Dark Castle Entertainment и бывший, до 2019 года, владелец Silver Pictures.

## Жизнь и карьера
Сильвер вырос в Саут-Ориндже, Нью-Джерси в семье сценаристки и пиарщика. Учился в Колумбийской средней школе в Мейплвуде, Нью-Джерси, где ему приписывают изобретение алтимат фрисби. В 1970 году поступил в колледж Лафайет, где создал первую университетскую команду по алтимат фрисби. Окончил бакалавриат в школе искусств Тиш Нью-Йоркского университета.
Сильвер начал свою карьеру в Lawrence Gordon Productions, где в конечном итоге поднялся до президента кинокомпании. Выступал ассоциативным продюсером фильма «Воины», продюсировал фильмы «Сорок восемь часов», «Улицы в огне» и «Миллионы Брюстера». В 1985 году создал Silver Pictures, которая занимается производством боевиков, таких как «Коммандо», франшиза «Смертельное оружие», «Крепкий орешек», «Крепкий орешек 2», франшиза «Матрица».
Снялся в камео в фильме «Кто подставил кролика Роджера» в роли Рауля Дж. Рауля, срежиссировал короткометражный мультфильм Something’s Cookin.
В 1992 году Сильвер снял один эпизод сериала «Байки из склепа» под названием «Раздвоение личности».
В настоящее время управляет двумя продюсерскими компаниями — Silver Pictures и Dark Castle Entertainment, совладельцем которой является Роберт Земекис.
10 июля 1999 года Сильвер женился на своей помощнице Кэрин Филдс (Karyn Fields).

## Фильмография
| - 1976 — «Макс» / Max (продюсер) - 1979 — «Воины» / The Warriors (ассоциативный продюсер) - 1980 — «Ксанаду» / Xanadu (сопродюсер) - 1982 — «Джекилл и Хайд... Снова вместе» / Jekyll and Hyde… Together Again (исполнительный продюсер) - 1982 — «Сорок восемь часов» / 48 Hrs. (продюсер) - 1984 — «Улицы в огне» / Streets of Fire (продюсер) - 1985 — «Миллионы Брюстера» / Brewster’s Millions (продюсер) - 1985 — «Ох уж эта наука!» / Weird Science (продюсер) - 1985 — «Коммандо» / Commando (продюсер) - 1986 — «Джек-попрыгун» / Jumpin' Jack Flash (продюсер) - 1987 — «Смертельное оружие» / Lethal Weapon (продюсер) - 1987 — «Хищник» / Predator (продюсер) - 1988 — «Джексон по кличке «Мотор»» / Action Jackson (продюсер) - 1988 — «Крепкий орешек» / Die Hard (продюсер) - 1989 — «Дом у дороги» / Road House (продюсер) - 1989 — «Смертельное оружие 2» / Lethal Weapon 2 (продюсер) - 1990 — «Крепкий орешек 2» / Die Hard 2 (продюсер) - 1990 — «Приключения Форда Фэйрлэйна» / The Adventures of Ford Fairlane (продюсер) - 1990 — «Хищник 2» / Predator 2 (продюсер) - 1991 — «Гудзонский ястреб» / Hudson Hawk (продюсер) - 1991 — «Рикошет» / Ricochet (продюсер) - 1991 — «Последний бойскаут» / The Last Boy Scout (продюсер) - 1992 — «Смертельное оружие 3» / Lethal Weapon 3 (продюсер) - 1993 — «Разрушитель» / Demolition Man (продюсер) - 1994 — «Богатенький Ричи» / Richie Rich (продюсер) - 1995 — «Байки из склепа: Рыцарь-демон» / Demon Knight (исполнительный продюсер) - 1995 — «Убийцы» / Assassins (продюсер) - 1995 — «Честная игра» / Fair Game (продюсер) - 1996 — «Приказано уничтожить» / Executive Decision (продюсер) - 1996 — «Кровавый бордель» / Bordello of Blood (продюсер) - 1997 — «День отца» / Fathers' Day (продюсер) - 1997 — «Теория заговора» / Conspiracy Theory (продюсер) - 1997 — «Контрольный выстрел» / Double Tap (продюсер) - 1998 — «Смертельное оружие 4» / Lethal Weapon 4 (продюсер) - 1999 — «Матрица» / The Matrix (продюсер) - 1999 — «Люди мафии» / Made Men (продюсер) - 1999 — «Дом ночных призраков» / House on Haunted Hill (продюсер) - 2000 — «Ромео должен умереть» / Romeo Must Die (продюсер) - 2000 — «Подземелье драконов» / Dungeons & Dragons (продюсер) - 2001 — «Ритуал» / Ritual (продюсер) | - 2001 — «Сквозные ранения» / Exit Wounds (продюсер) - 2001 — «Предел» / Proximity (продюсер) - 2001 — «Пароль «Рыба-меч»» / Swordfish (продюсер) - 2001 — «Тринадцать привидений» / Thirteen Ghosts (продюсер) - 2002 — «Корабль-призрак» / Ghost Ship (продюсер) - 2003 — «От колыбели до могилы» / Cradle 2 the Grave (продюсер) - 2003 — «Аниматрица» / The Animatrix (продюсер) - 2003 — «Матрица: Перезагрузка» / The Matrix Reloaded (продюсер) - 2003 — «Матрица: Революция» / The Matrix Revolutions (продюсер) - 2003 — «Готика» / Gothika (продюсер) - 2005 — «Дом восковых фигур» / House of Wax (продюсер) - 2005 — «Поцелуй навылет» / Kiss Kiss Bang Bang (продюсер) - 2005 — «V — значит вендетта» / V for Vendetta (продюсер) - 2007 — «Жатва» / The Reaping (продюсер) - 2007 — «Вторжение» / The Invasion (продюсер) - 2007 — «Отважная» / The Brave One (продюсер) - 2007 — «Фред Клаус, брат Санты» / Fred Claus (продюсер) - 2008 — «Спиди-гонщик» / Speed Racer (продюсер) - 2008 — «Рок-н-рольщик» / RocknRolla (продюсер) - 2009 — «Окровавленные холмы» / The Hills Run Red (продюсер) - 2009 — «Дитя тьмы» / Orphan (продюсер) - 2009 — «Белая мгла» / Whiteout (продюсер) - 2009 — «Ниндзя-убийца» / Ninja Assassin (продюсер) - 2009 — «Шерлок Холмс» / Sherlock Holmes (продюсер) - 2010 — «Книга Илая» / The Book of Eli (продюсер) - 2010 — «Лузеры» / The Losers (продюсер) - 2010 — «Химера» / Splice (исполнительный продюсер) - 2011 — «Неизвестный» / Unknown (продюсер) - 2011 - «Бен 10» / "Ben 10" (продюсер) - 2011 — «Шерлок Холмс: Игра теней» / Sherlock Holmes: A Game of Shadows (продюсер) - 2012 — «Явление» / The Apparition (продюсер) - 2012 — «Глаза дракона» /Dragon Eyes (продюсер) - 2013 — «Неудержимый» / Bullet to the Head (продюсер) - 2013 — «Погнали!» / Getaway (исполнительный продюсер) - 2013 — «Близкие враги» / Enemies Closer (исполнительный продюсер) - 2014 — «Лофт» / The Loft (продюсер) - 2014 — «Вероника Марс» / Veronica Mars (исполнительный продюсер) - 2014 — «Воздушный маршал» / Non-Stop (продюсер) - 2015 — «Ганмен» / The Gunman (продюсер) - 2016 — «Славные парни» / The Nice Guys (продюсер) - 2016 — «Автобан» / Autobahn (продюсер) - 2017 — «Субурбикон» / Suburbicon (продюсер) |